# Emilie Enger Mehl
Emilie Enger Mehl (født 8. august 1993 i Lørenskog) er norsk politiker fra  SP,  advokat og realitydeltager. Mehl blev valgt ind i det norske Stortinget i 2017 og blev genvalgt ved Stortingsvalget 2021. Hun har været Norges justitsminister siden 14. oktober 2021.